# Liste der Biografien/Ss
Liste der Biografien |
Portal Biografien |
Personensuche
# |
A |
B |
C |
D |
E |
F |
G |
H |
I |
J |
K |
L |
M |
N |
O |
P |
Q |
R |
S |
T |
U |
V |
W |
X |
Y |
Z |
?
 
Sa |
Sb |
Sc |
Sd |
Se |
Sf |
Sg |
Sh |
Si |
Sj |
Sk |
Sl |
Sm |
Sn |
So |
Sp |
Sq |
Sr |
Ss |
St |
Su |
Sv |
Sw |
Sy |
Sz
Die Liste der Biografien führt alle Personen auf, die in der deutschsprachigen Wikipedia einen Artikel haben. Dieses ist eine Teilliste mit 18 Einträgen von Personen, deren Namen mit den Buchstaben „Ss“ beginnt.

## Ss

### Sse
- Ssebagala, Haji Nasser Ntege (1947–2020), ugandischer Politiker
- Ssekamaanya, Matthias (* 1936), ugandischer Geistlicher und emeritierter Bischof von Lugazi
- Ssekyaaya, Charles (* 1994), ugandischer Gewichtheber
- Ssemambo, Aisha (* 1975), ugandische Fußballschiedsrichterin
- Ssemogerere, Paul (* 1956), ugandischer Geistlicher, römisch-katholischer Erzbischof von Kampala
- Ssemogerere, Paul Kawanga (1932–2022), ugandischer Politiker
- Ssempijja, Vincent (* 1956), ugandischer Politiker
- Ssengendo, Pilkington (* 1942), ugandischer Maler
- Ssentongo, Henry Apaloryamam (1936–2019), ugandischer Geistlicher und römisch-katholischer Bischof von Moroto
- Sseppuya, Eugene (* 1983), ugandischer Fußballspieler
- Sserumagga, Mike (* 1989), ugandischer Fußballspieler
- Sserunkuma, Geoffrey (* 1983), ugandischer Fußballspieler

### Ssi
- SSIO (* 1989), deutscher Rapper mit afghanischen WurzelnSSIO (* 1989)

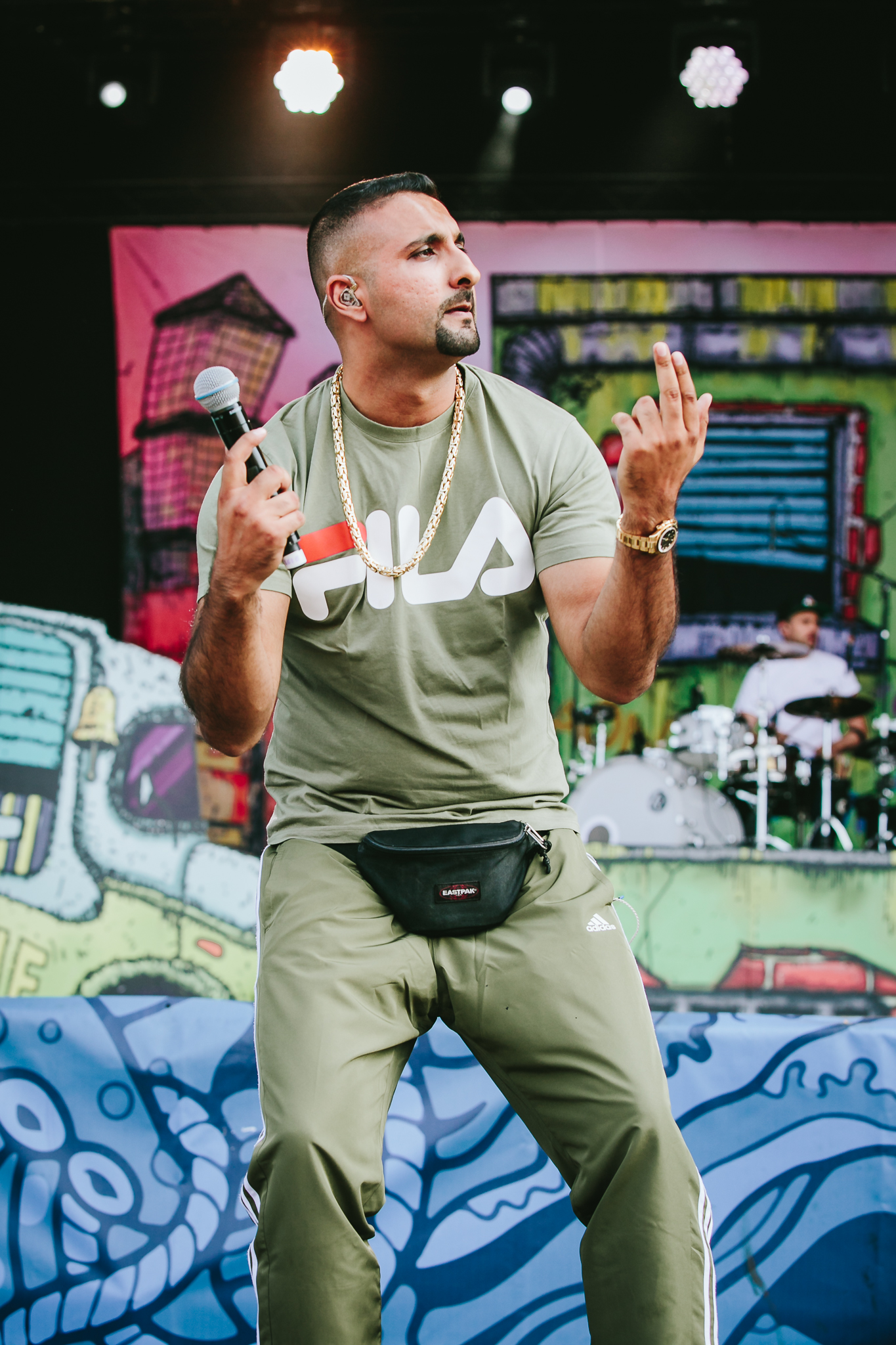
SSIO (* 1989)

### Sso
- Ssonko, Mark (* 1978), ugandischer Fußballschiedsrichterassistent

### Ssu
- Ssunna, Brian (* 1988), ugandischer Badmintonspieler
- Ssuschke-Voigt, Corina (* 1983), deutsche Volleyball-Nationalspielerin

### Ssy
- Ssymank, Paul (1874–1942), deutscher Gymnasiallehrer und Studentenhistoriker
- Ssymmank, Günter (1919–2009), deutscher Architekt, Designer und Hochschullehrer